# Scott-Vincent Stöber
Scott-Vincent Stöber (* 12. März 1980 in Braunschweig) ist ein ehemaliger deutscher Basketballspieler.

## Werdegang
Stöber, ein zwei Meter großer Flügelspieler, war deutscher Juniorennationalspieler. Als solcher nahm er 1997 an der Vorausscheidung zur Europameisterschaft teil. Er wurde bei dem Turnier in vier Länderspielen eingesetzt und kam auf einen Mittelwert von 4,8 Punkten je Begegnung. Im Rahmen der Ausscheidungsrunde traf er in einem Spiel auf Russland mit dem späteren NBA-Spieler Andrei Kirilenko und auf die griechische Mannschaft mit Lazaros Papadopoulos und Antonios Fotsis.
Stöber bestritt in der Saison 1997/98 unter Trainer Bill Magarity einen Kurzeinsatz für die SG Braunschweig in der Basketball-Bundesliga.